# 十万石まんじゅう

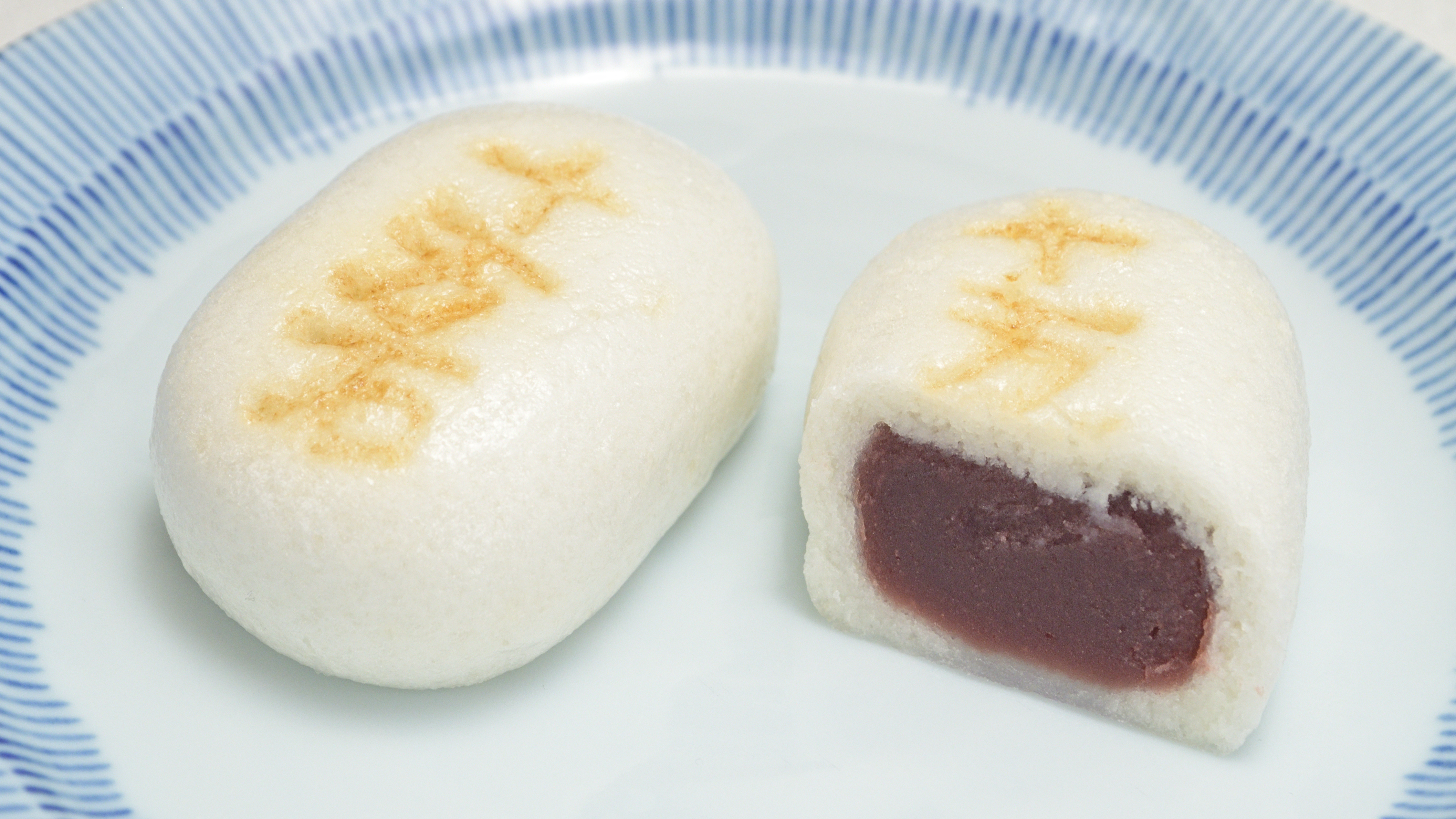
十万石まんじゅうの参考画像

十万石まんじゅう（じゅうまんごくまんじゅう）は、埼玉県行田市の菓子店十万石ふくさやの和菓子である。十万石饅頭、十万石まんぢゅう、十万石幔頭などの表記も見られる。

## 概要
太平洋戦争終戦後に砂糖の流通が解禁され、1952年（昭和27年）に和菓子の「福茶屋（ふくさや）」が埼玉県行田市本町で創業して「十万石まんじゅう」を発売した。「行田名物」にしたいと願い、江戸時代に行田市にあった忍藩の石高10万石から「十万石まんじゅう」とした。「福茶屋」は1960年（昭和35年）に株式会社十万石ふくさやを設立し、屋号を「十万石」と改めた。
版画家の棟方志功が手掛けたキャッチフレーズ「うまい、うますぎる!」のテレビ埼玉でのローカルCMとともに「埼玉県の代表的な和菓子」として知られるにいたった。

## 特徴
こしあんに北海道十勝産の小豆、皮に奈良県葛城山産つくね芋と新潟県魚沼産コシヒカリ、ザラメ糖、それぞれを用いる製法は創業から不変である。本品は薯蕷饅頭（じょうよまんじゅう）で、小麦粉よりも米粉を多く使用した皮は、つくね芋と米の風味がある。原材料に砂糖、小豆、つくね芋、上新粉、小麦粉、加工デンプン、膨張剤を用いた生菓子で、賞味期限は5日 - 6日。外見はやや小振りで、埼玉県名の由来ともされる行田の歴史の息吹を感じて欲しいと願い、白皮に「十万石」と焼印している。食味は、薄皮にたっぷりと包まれた餡は甘く、皮が餅のように柔らかい独特の食感が特長である。

## 商品

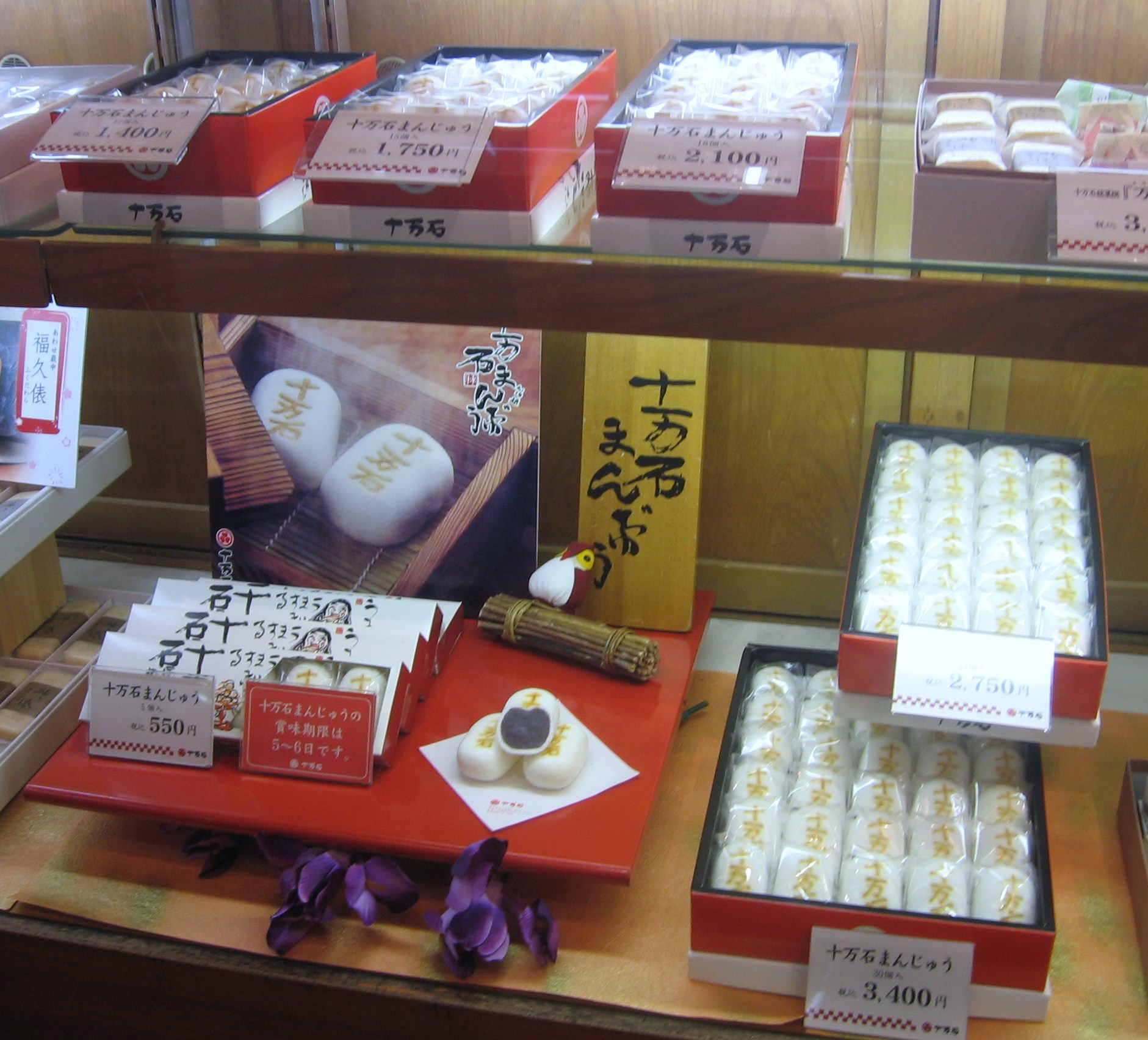
十万石まんじゅうの販売（十万石ふくさや本店）

2020年（令和2年）現在、埼玉県と群馬県に直営39店、大宮駅構内駅ナカ商業施設「Dila大宮」、新幹線改札前・新幹線コンコース内・新幹線ホームなどのNewDays、埼玉県内の百貨店や土産物店、などで販売している。テレビCMなどにより県内で広く知られ、店舗は行田市周辺を始めとする埼玉県東部や北部に多く秩父地方は出店していない。店舗以外は電話による通信販売、ウェブサイト、埼玉県アンテナショップの役割を担うナチュラルローソン新宿駅西店で販売する。
- 十万石まんじゅう

通常品、一個151円（税込）。土産用5、10、15、20、25、30個入りは一個159円から162円（税込）。月に一回「十万石お菓子の日」は、「十万石」だけではなく季節に関する焼き印で販売する。予約で特注の焼き印も受注する。期間限定で1個76円で販売することもある。
- 紅白十万石まんじゅう

「祝」が焼き印された白色と桃色2色の紅白饅頭。通常は予約制で、一部の祝日に一般販売する。5、10、15、20、25、30個入り、価格は通常品に同じ。
- 青白十万石まんじゅう

白色と青色2色の弔事向け。予約制、5、10、15、20、25、30個入り、価格は通常品に同じ。
- 10万ゴールドまんじゅう（期間限定）

『ドラゴンクエストウォーク』の“おみやげ”をリアルに再現する「リアルおみやげプロジェクト」として、期間限定で販売する。パッケージのスライムのイラストも、通常品のパッケージのリスペクトとなる棟方志功風に描かれている。
1箱5個入り（スライムタワー×1個、10万G×4個）780円（2021年）、800円（2023年、2024年）
販売期間：2021年6月13日 - 8月31日、2023年7月22日 - 8月31日、2024年7月26日 - 9月29日

## テレビCM
「風が語りかけます。うまい、うますぎる! 十万石まんじゅう 埼玉銘菓十万石まんじゅう」と、野田圭一がナレーションするテレビCMを、テレビ埼玉で1979年（昭和54年）の開局当初（全国高校野球埼玉大会の中継スポンサーになった事がCMを制作するきっかけだった）から放送しており、スピルオーバーやCATV再送信などで県民に加えて好事家などに知られる。
2021年9月1日 - 14日の2週間限定で、演歌歌手の市川由紀乃がナレーションを務めたスペシャルバージョンCMが放送された。
CMを放送するテレ玉も、同局のモバイルサービス「テレ玉モバイル」での全国高校野球埼玉大会の試合速報のPRとして模倣CMを2013年に制作し、2023年に同局の公式アプリ「テレ玉アプリ」に対応するためにナレーション等を一部変更した。高校野球が中継される期間中は、双方のCMが続けて流れる（十万石→テレ玉）事も多い。
2021年2月に十万石ふくさやが協力し、岡山県岡山市と倉敷市は観光PRのためにオマージュCMを制作した。
テレ玉のみならず、全国ネット等の番組でもこのCMが取り上げられることがあり、中でも読売テレビが制作・日本テレビ系列で放送の『秘密のケンミンSHOW』において、埼玉県出身のケンミンゲスト（土田晃之など）が出演した回で、CMが紹介されたことがある。なお、2025年5月1日放送の『秘密のケンミンSHOW 極』にて、これまでCMは幾度も紹介してきたが肝心の商品については一度も取り上げてこなかった件をお詫びし、同日「へぇ～!そうだったのか!? 県民熱愛チェーン 極」としてCMとともに、十万石まんじゅうが初めて紹介された。

## 棟方志功と十万石まんじゅう

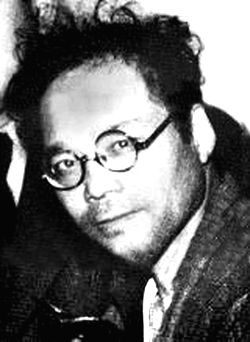
棟方志功

十万石ふくさやのコマーシャルとして使用されている「うまい、うますぎる」のキャッチコピーは、棟方志功が残した言葉が由来となっている。版画家として世界的に名を知られる以前の棟方志功は行田市を頻繁に訪れ、作品作りのためのスケッチや、自身の作品の即売会を開いていた。1953年（昭和28年）に十万石ふくさや初代の横田信三は書道家の渥美大童の紹介を受けて、商品を包装する掛け紙用の作品を依頼するために志功に会い、その際に十万石まんじゅうを持参した。
甘党の志功は饅頭を口にして「うまい、行田名物にしておくにはうますぎる」「もし忍城の姫が生きていてこの饅頭を食べたのなら同じことを言ったに違いない」と、姫（愛称：まんじゅう姫）が饅頭を食す姿を描いた。
志功は十万石まんじゅうが全国に知られることを願い、「十万石幔頭」とあえて記した。幔は周囲に長く張り巡らす幕（幔幕）を表す。「10万ゴールドまんじゅう」のイラストは『10万ゴールド饅頭』と表記している。志功は「私は私でなければ描けない絵をかく。あんたはあんたにしかつくれない美味しい菓子を作りなさい」と語った。

## 文化財
十万石ふくさや 行田本店店舗
- 埼玉県行田市行田20-15
- 土蔵造2階建、瓦葺、建築面積96m2
- 1883年 - 呉服屋の店蔵として建設。
- 1969年 - 現在地に曳家。十万石ふくさや行田本店の店舗となる。
- 2007年10月 - 国の登録有形文化財（建造物）に登録される（登録基準／国土の歴史的景観に寄与しているもの）。